# Hypocambala caledonica
Hypocambala caledonica är en mångfotingart som först beskrevs av Carl 1926.  Hypocambala caledonica ingår i släktet Hypocambala och familjen Glyphiulidae. Inga underarter finns listade i Catalogue of Life.